# Ебергард Моніке
Ебергард Моніке (нім. Eberhard Mohnicke; 12 грудня 1898, Райнсберг — 14 жовтня 1930, Аугсбург) — німецький льотчик-ас, лейтенант Імперської армії.

## Біографія
Учасник Першої світової війни. Під час служби в 2-й винищувальній ескадрі в 1916 році здобув одну перемогу. 30 квітня 1917 року перейшов в 11-ту винищувальну ескадрилью і до кінця року довів свій рахунок перемог до семи. 1 березня 1918 року, літаючи на винищувачі Fokker Dr.I № 155/17, Моніке був поранений в бою проти Camel з 54-ї ескадрильї, але повернувся на фронт 11 травня 1918 року. Моніке додав ще дві перемоги на свій рахунок до 8 вересня 1918 року, після чого більше не літав, за цей час тричі тимчасово виконував обов'язки командира 11-ї винищувальної ескадрильї. Загинув в аварії.